# Južnosemitski jezici
Južnosemitski jezici, skupina semitskih jezika koji se govore na jugu Arapskog poluotoka i susjednom afričkom kopnu, poglavito u Etiopiji. Skupina se sastoji od dviju glavnih podskupina:
a) etiopska, (14) Etiopija, Eritreja: amharski (etiopski, amhara), argobba, gafat (†), geez (†), harari, inor, kistane, mesmes (†), mesqan, sebat bet gurage, silt'e, tigré, tigrigna (Tigrinya), zay
b) južnoarapska: (6 jezika) Jemen, Oman: bathari, harsusi, hobyót, mehri, shehri, sokotranski.

## Vanjske poveznice
- Ethnologue (14th)
- Ethnologue (15th)